# Манчкін
Манчкін (англ. Munchkin, MCN)  — коротконога порода кішок.

## Історія
Вперше такий тип кішок помітили в 1930 році в Англії, але через деякий час вони зникли з невідомих причин. В 1983 році в США в містечку Рейдвілл у північно-східній Луїзіані, Сандра Хочнедл знайшла чорну коротконогу кішку, що жила під сміттєвим фургоном. Половина народжених кошенят успадкувала короткі лапи матері. Родоводи всіх кішок породи манчкін починаються з цієї кішки і її потомства. Першою у світі манчкінів визнала американська фелінологічна організація ТІСА. На сьогодні вона є провідною за якістю манчкінів. WCF визнала породу з 2002 року.
Є два варіанти манчкінів: стандартні й нестандартні. Стандартний — це коротколапий манчкін, що відповідає стандарту щодо довжини. Може з'явитися від двох коротколапих або одного коротколапого, а другого — довголапого манчкінів.
Нестандартний — це довголапий манчкін, народжений від обох коротколапих, або одного коротколапого, батьків. Він має родовід про своє походження, може використовуватися надалі у розведенні, але не може брати участь у виставках.

## Характер
Манчкіни дуже рухливі, можуть досить швидко бігати (швидше, ніж їхні довгоногі родичі), добре лазять по деревах. Вони здатні пробратися навіть у дуже вузькі щілини. Кішки життєрадісні, люблять людей, охоче граються й гуляють із господарями. Люблять збирати й нести до себе на улюблене місце речі, що сподобалися. Добре ладять з іншими тваринами, доброзичливі, миролюбні.

## Зовнішній вигляд
Манчкіни — це коротколапі тварини з елегантним тілом середніх розмірів. Тіло витягнуте, з добре розвиненою мускулатурою, з невеликим підвищенням від холки до крупу. Груди округлені, добре розвинені. Кінцівки короткі, іноді виглядають надто міцними. Передні — однакової товщини по всій довжині. Припустимим є певне скривлення передніх лап. Задні трохи довші, ніж передні. Лапи округлі, компактні. Хвіст пропорційний до тіла, звужується до кінчика. Коти більші, ніж кішки.
Голова середніх розмірів, у вигляді широкого клина із плавними контурами. Лоб плаский. Вилиці помірно виражені, високі. Підборіддя широке. Перехід від чола до носа плавний. Ніс середньої довжини. Можливий невеликий прогин. Вуха середніх розмірів, широкі в основі, з трохи заокругленими кінчиками, досить високо й широко поставлені. Очі мають форму волоського горіха, широко розставлені, відкриті, виразні. Розташовані під невеликим кутом до основи вух. Колір залежить від забарвлення. Шия товста, мускулиста.
Шерстний покрив двох видів: короткошерсті й довгошерсті. Короткошерсті мають шерсть блискучу, плюшеву за текстурою, із середньорозвиненим підшерстям. Рівнозабарвлені особини можуть мати важчу шерсть. Напівдовгошерсті мають шерсть шовковисту, густу, з гарними захисними властивостями. Підшерстя середньорозвинене. Трохи виділяється комір. Шерсть у нижній частині тіла довша.

### Забарвлення
Допускаються всі колірні варіації і їхні поєднання. Дозволяються білі медальйони й мітки.

## Здоров'я
До кінця не відомо, як мутація впливає на здоров'я породи. Будучи офіційно представленою лише в 1991 році, порода досі вважається молодою. Були ранні припущення, що у манчкінів виникнуть проблеми з хребтом, які зазвичай спостерігаються у коротконогих порід собак.
Генетична мутація, що спричиняє ознаку коротконогих манчкінів називається ахондроплазією, це генетичний розлад, який призводить до карликовості та зазвичай пов’язаний із збільшенням голови та короткими ногами, але також може включати такі симптоми, як занижена щелепа, товсті суглоби, викривлений хребет. Цей стан іноді називають гіпохондроплазією або псевдоахондроплазією.
Проте, здається, у породи Манчкін частіше зустрічаються два стани: лордоз (надмірне викривлення хребта) і pectus excavatum (вигнута грудна клітка). Обидва захворювання зазвичай спостерігаються у людей з псевдоахондроплазією.
Відомо, що кішки-манчкіни мають більш високий ризик (ніж інші котячі породи) важкого остеоартриту, оскільки короткі кінцівки впливають на рівень їх активності та поведінку. Для діагностики остеоартриту та оцінки його тяжкості у кота може знадобитися рентгенографія.
Багато племінних котячих асоціацій у всьому світі відмовилися визнавати кота манчкіна через можливі проблеми зі здоров'ям карликовості.

## Манчкін в генах інших коротколапих порід
Манчкін послужив основою для ряду інших порід котів з короткими лапами, в тому числі:
- Генетта (Genetta) — манчкін та бенгал
- Бамбіно (Bambino) — манчкін та сфінкс
- Мінскін (Minskin) — манчкін, сфінкс, бурма, девон-рекс
- Менует (Minuet) — манчкін та перська
- Кінкалоу (Kinkalow) — манчкін та американський керл
- Ламбкін (Lambkin) — манчкін та селкірк-рекс
- Скукум (Skookum) — манчкін та лаперм
- Шотландський кілт (Scottish Kilt) — манчкін та скотіш-фолд

## Світлини

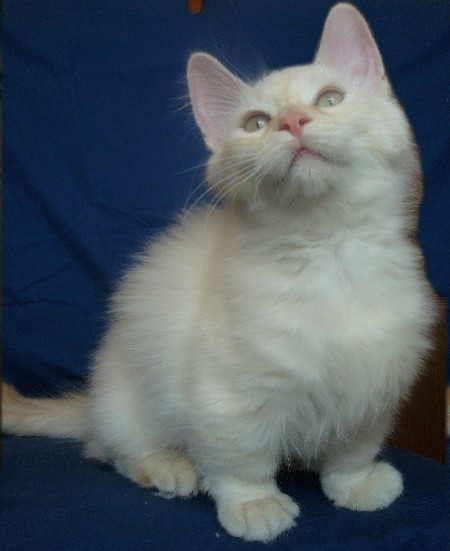
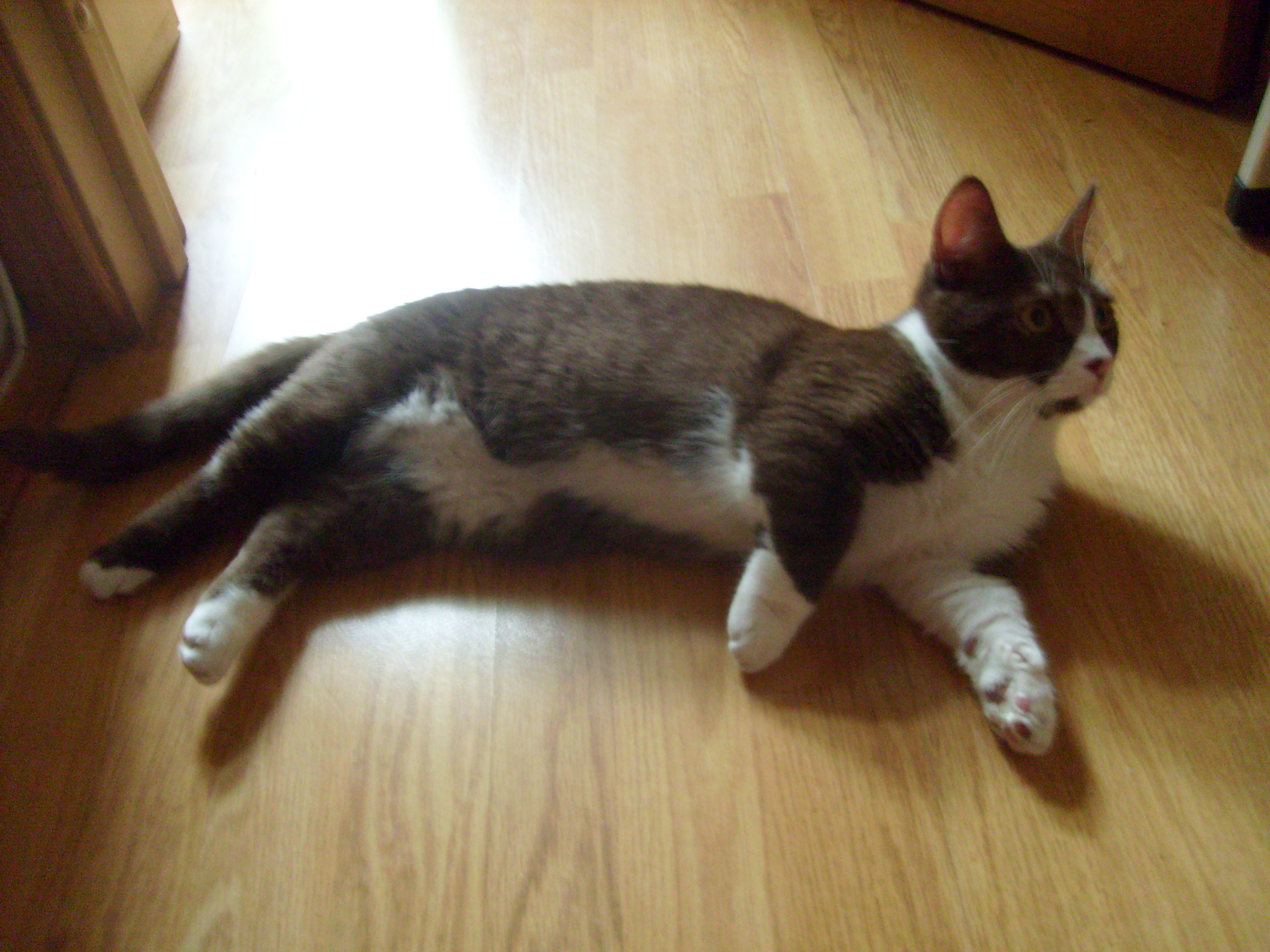
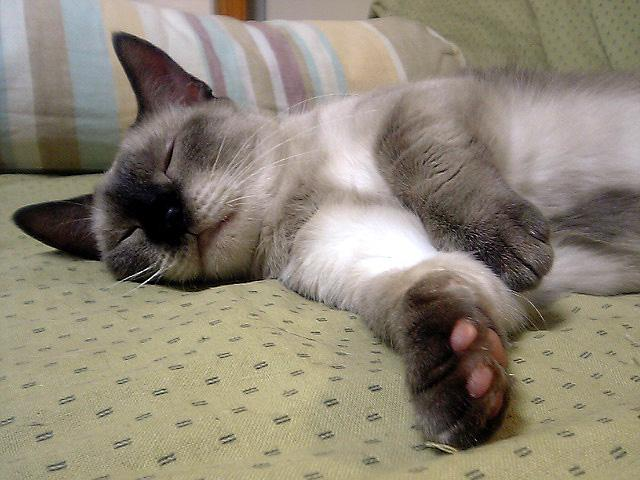
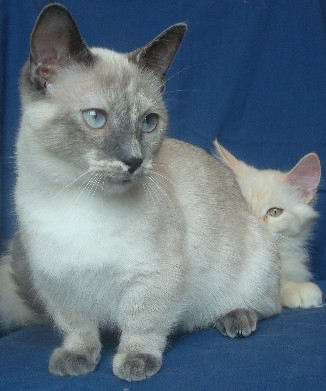